# Alma Rosa Alva de la Selva
Alma Rosa Alva de la Selva es una doctora en Ciencias Políticas y Sociales por la Universidad Nacional Autónoma de México UNAM, investigadora, profesora y escritora mexicana. Sus intereses se centran en el estudio de la comunicación, la televisión y la brecha digital.

## Publicaciones
- Radio e ideología. Ediciones el Caballito, 1982.
- La televisión mexicana en 2006: la gran ganadora. Revista Mexicana de Comunicación, 2007, vol. 19, p. 22-23.
- El Decretazo del 10 de octubre y sus implicaciones. Avances del Poder Mediático. Revista Mexicana de Comunicación, 2002, vol. 15, no 78.
- Medios de comunicación, transición política y democracia. Números, 2000.
- Los nuevos rostros de la desigualdad del siglo XXI: la brecha digital. Revista Mexicana de Ciencias Políticas y Sociales, 2015.

## En colaboración
- MADRID, Javier Esteinou; DE LA SELVA, Alma Rosa Alva. La Ley televisa y la lucha por el poder en México. Universidad Autónoma Metropolitana, Unidad Xochimilco, 2009.
- DE LA SELVA, Alva; ROSA, Alma. Brecha e inclusión digital en México: hacia una propuesta de políticas públicas. Universidad Nacional Autónoma de México, Facultad de Ciencias Políticas y Sociales, 2012.